# Punto nave
Il punto nave o posizione geografica è indicato dall'intersezione del meridiano e del parallelo passanti per detto punto e viene espresso mediante coordinate geografiche. Le coordinate di un punto nave sono composte dalla posizione lungo il meridiano terrestre (longitudine) e dalla posizione lungo il parallelo terrestre (latitudine).

## Descrizione
Il  punto nave è ottenuto dall'intersezione di almeno due "luoghi di posizione" (LOP) ma è bene averne almeno tre per controllo reciproco delle misurazioni effettuate. Un luogo di posizione è un insieme di punti nei quali si può trovare la nave. A ogni LOP è associata una striscia di posizione più o meno ampia in base agli errori. Due LOP con le relative strisce ci danno un parallelogramma di posizione. L'incertezza del punto nave è la semidiagonale maggiore (SDM) del parallelogramma, essa è minima se l'angolo tra i due LOP è di 90°.

### I luoghi di posizione

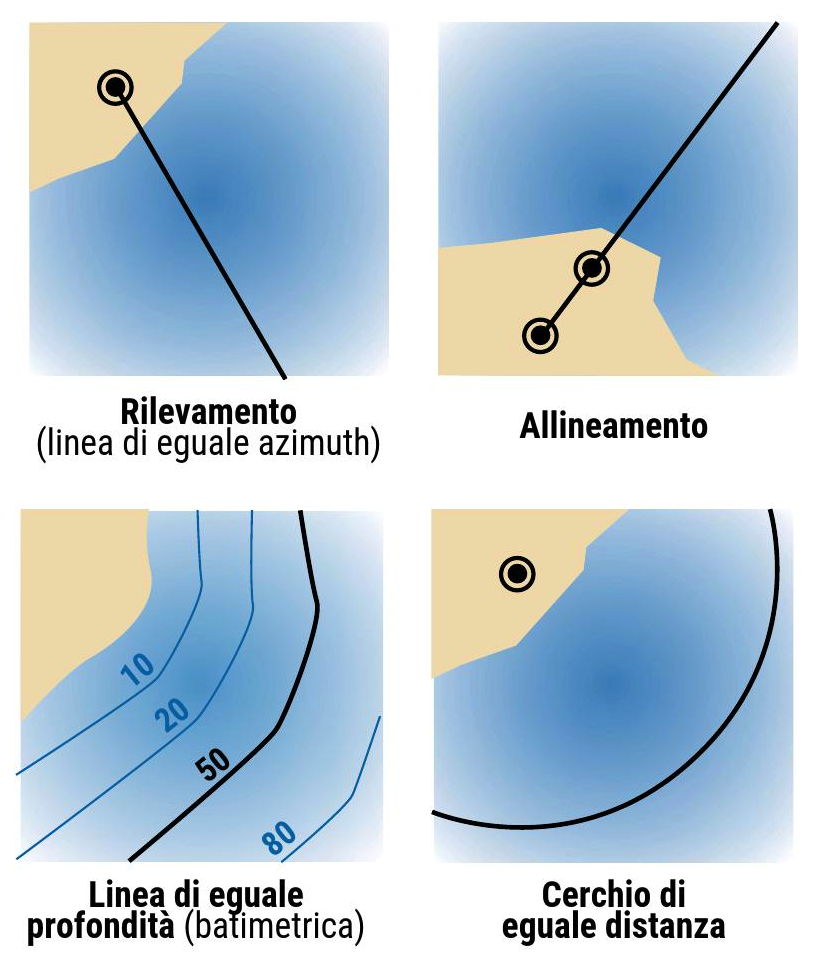
Luoghi di posizione (rilevamento, allineamento, isobata, cerchio di egual distanza)

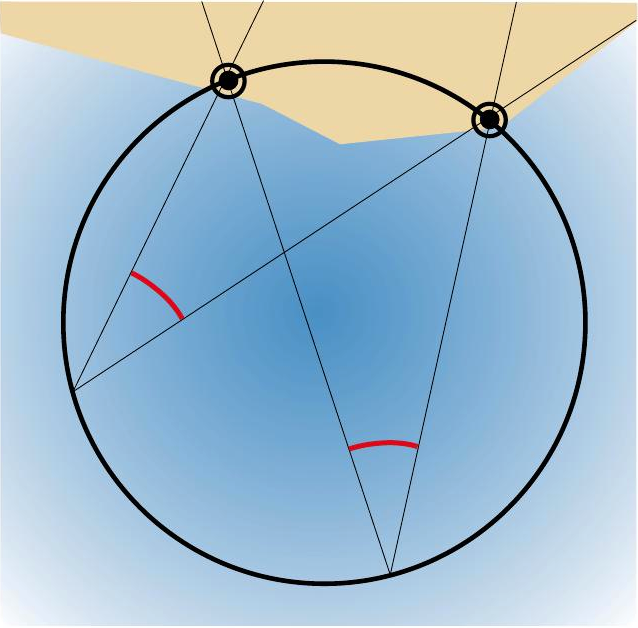
Cerchio capace (di egual differenza d'azimuth)

In generale il luogo di posizione è un insieme di punti che godono della stessa proprietà rispetto a uno o più punti cospicui, e sono:
- semiretta di rilevamento
- cerchio di uguale distanza
- cerchio capace
- allineamento
- isobata o linea batimetrica

Possono essere rette, iperboli, cerchi o superfici sferiche.
La semiretta di rilevamento è costituita dai punti della superficie terrestre dai quali si misura un uguale rilevamento vero da un dato punto cospicuo sulla costa. Essa è tracciata a partire dal punto rilevato inclinata rispetto al meridiano di un angolo uguale al rilevamento +/- 180° (rilevamento opposto).
Il cerchio di uguale distanza è il luogo dei punti dai quali si misura la stessa distanza da un punto della costa. Se mediante il radar si determina la distanza da un punto cospicuo sulla costa, il cerchio che ha per centro il punto rilevato e raggio la distanza misurata è il cerchio di uguale distanza. Tale distanza può essere ottenuta inoltre con il telemetro o misurando un angolo verticale di un oggetto di nota elevazione.
Il cerchio capace è il luogo dei punti dai quali si misura lo stesso angolo orizzontale (azimut). Questo passerà per i due punti e per la nave. Il cerchio capace è esente da errore sistematico.
L'allineamento è un caso particolare di cerchio capace. Esso è il luogo dei punti dai quali si vede l'oggetto lontano dietro a quello più vicino. Esterno se l'angolo è 0°, interno se l'angolo è 180°. Il più preciso è l'allineamento esterno. Gli allineamenti sono tra i più precisi luoghi di posizione.
L'isobata (o linea batimetrica) è una linea tracciata sulle carte nautiche presso le coste, che determina un luogo di punti nei quali si misura la stessa profondità a partire dal livello riferimento dello scandaglio (misurata sulla media delle basse maree sizigiali). La profondità si misura con l'ecoscandaglio, ma l'attendibilità di questo posizionamento va presa con cautela, in quanto dipende dalla conformazione del fondale.

## Trasporto dei luoghi di posizione
Il trasporto viene effettuato quando i due luoghi di posizione non sono stati rilevati simultaneamente e la nave ha navigato nell'intervallo, e quindi bisogna correggerli per renderli omogenei. Per effettuare il cosiddetto trasporto, occorre inizialmente posizionare i rilevamenti non simultanei. Dopodiché si stabilisce il punto stimato sulla "prora vera" utilizzando la formula S = V x T (spazio = velocità x tempo). Successivamente si calcola il tempo che intercorre tra i due rilevamenti, lo si moltiplica per la velocità e, si trasporta sulla prora vera dal punto del primo rilevamento le miglia ottenute le quali dovranno stabilire il punto teorico del secondo rilevamento. Da tale posizione si porta la parallela del primo rilevamento. L'incrocio tra la parallela del primo rilevamento dal punto ricavato e il secondo rilevamento non trasportato, ci darà il punto nave effettivo.
Per semirette di rilevamento e allineamenti basta trasportare (o traslare) l'origine del LOP in modo parallelo alla rotta mantenuta per una distanza pari a quella percorsa nell'intervallo di tempo trascorso tra le due osservazioni. Per cerchi di uguale distanza e cerchio capace basta trasportare, allo stesso modo, il centro. Per le isobate si trasportano i punti notevoli.